# Berberis decumbens
Berberis decumbens är en berberisväxtart som först beskrevs av Clive Anthony Stace, och fick sitt nu gällande namn av Verloove och Lambinon. Berberis decumbens ingår i släktet berberisar, och familjen berberisväxter. Inga underarter finns listade i Catalogue of Life.